# جایزه سینمایی انتخاب منتقدان برای بهترین جلوه‌های بازیگر زن کمدی

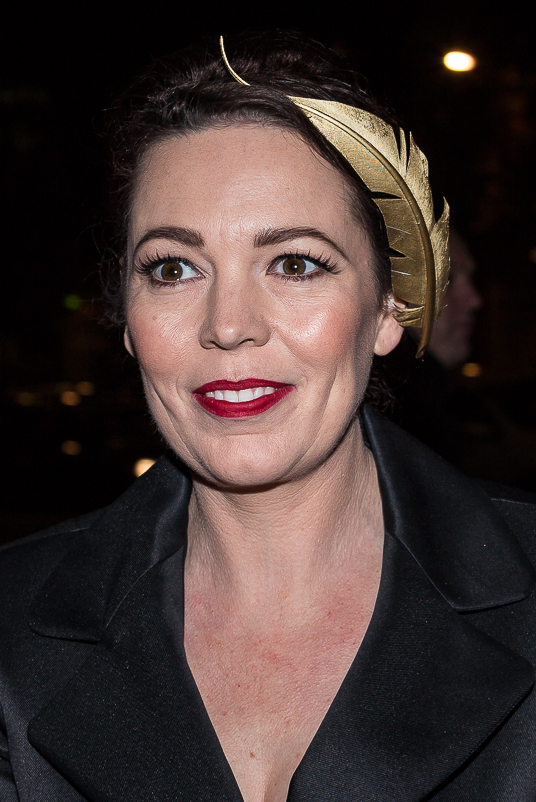
اولیویا کولمن در جشنواره فیلم های بریتانیا

جایزه سینمایی انتخاب منتقدان برای بهترین جلوه‌های بازیگر زن کمدی (انگلیسی: Critics' Choice Movie Award for Best Actress in a Comedy) جایزه‌ای که توسط انجمن منتقدان پخش فیلم به فعالان بخش سینما داده می‌شود.

## لیست برنده‌ها و نامزدها
۲۰۱۲: جنیفر لارنس – دفترچه امیدبخش در نقش Tiffany Maxwell †
- میلا کونیس – تد (فیلم) در نقش Lori Collins
- شرلی مک‌لین – برنی (فیلم ۲۰۱۱) در نقش Marjorie "Marge" Nugent
- لزلی من – این است ۴۰ در نقش Debbie
- ربل ویلسون – آوازخوان حرفه‌ای در نقش Fat Amy

۲۰۱۳: ایمی آدامز – حقه‌بازی آمریکایی در نقش Sydney Prosser ‡
- ساندرا بولاک – مخمصه (فیلم ۲۰۱۳) در نقش Special Agent Sarah در نقشhburn
- گرتا گرویگ – فرانسیس‌ها در نقش Frances Halladay
- جولیا لوئی-درایفوس – بحث کافیه در نقش Eva Henderson
- ملیسا مک‌کارتی – مخمصه (فیلم ۲۰۱۳) در نقش Detective Shannon Mullns

۲۰۱۴: جنی سلیت – Obvious Child در نقش Donna Stern
- رز بیرن – همسایه‌ها (فیلم ۲۰۱۴) در نقش Kelly Radner
- رزاریو داوسون – پنج‌تای برتر در نقش Chelsea Brown
- ملیسا مک‌کارتی – وینسنت مقدس (فیلم) در نقش Maggie Bronstein
- کریستن ویگ – The Skeleton Twins در نقش Maggie Dean

۲۰۱۵: ایمی شومر – فاجعه (فیلم) در نقش Amy Townsend
- تینا فی – خواهران (فیلم ۲۰۱۵) در نقش Katie Ellis
- جنیفر لارنس – جوی (فیلم) در نقش Joy Mangano ‡
- ملیسا مک‌کارتی – جاسوس (فیلم ۲۰۱۵) در نقش Susan Cooper
- لی‌لی تاملین – مادربزرگ (فیلم ۲۰۱۵) در نقش Elle Reid

۲۰۱۶: مریل استریپ – فلورانس فاستر جنکینز (فیلم) در نقش فلورانس فاستر جنکینس ‡
- کیت بکینسیل – عشق و دوستی در نقش Lady Susan Vernon
- سالی فیلد – سلام، اسم من دوریس است در نقش Doris Miller
- کیت مک‌کینون – شکارچیان روح (فیلم ۲۰۱۶) در نقش Dr. Jillian Holtzmann
- هیلی استاینفلد – آستانه هفده‌سالگی (فیلم ۲۰۱۶) در نقش Nadine Franklin